# Тимур Мельник
Тимур Володимирович Мельник

## Життя та кар'єра
Тимур Мельник навчає у віденській консерваторії музики і драматичного мистецтва ім. Прайнер і регулярно дає міжнародні майстер класи в Європі, Росії та в літній школі музики JVL (англ. JVL Summer School of Music) в Канаді. Він також є колишнім помічником професора Павла Вернікова в Лозанській консерваторії (фр. Conservatoire De Lausanne HEMU Sion) в Сьйоні (Швейцарія) та іноді в музичній школі Ф'єзоле (відома своєю італійською назвою Scuola Di Musica Di Fiesole) в Італії.
На даний момент проживає у Відні, Австрія. Народився у Києві. Навчався з професором Міхаелем Фрішеншлагером в Віденському університеті музики й виконавчого мистецтва; з професором Ганною Мельник в музичній школі «Коста Манойловіч» та в школі «Horeum Margi» для музично обдарованих дітей в Сербії. Подальші художні імпульси він отримав від професора Захара Брона(російський і німецький скрипаль і музичний педагог.), професора Павла Верникова (Відень), проф. Євгенії Чугаєвої (Москва) і маестро Володимира Співакова.
Тимур Мельник був членом журі на міжнародному музичному конкурсі «EURITMIA» в Італії, «SVIREL» в Словенії, Міжнародний форум Музичного виконання і педагогіки в Австрії та на конкурсі республік (англ. the Republican Competition) в Сербії.
У студентські роки він був удостоєний численних нагород на міжнародних конкурсах із скрипки, серед інших 2-е місце і приз глядацьких симпатій на міжнародному музичному конкурсі ім."Йоганнеса Брамса" в Австрії, головний та перший приз на Osaka International Music Competition в Японії та спеціальний приз European Sting Teachers Association на the «Fritz Kreisler» International Violin Competition у Відні, Австрія. Протягом навчання він був удостоєний декількох престижних стипендій, серед інших стипендія ім. Герберта фон Караяна із фонду Австрії.
У 2008 році Тимур Мельник отримав австрійське громадянство.

## Записи
- 2007 «Reflections» з працями Д.Шостаковича, Альфреда Шнітке, Іван Ерод, Vienna Music Records
- 2008 «Tymur» з працями Пабло Сарасате, Чайковського П., Мануель де Фалья Перелік(англ. Querstand), B001I3GCEG
- 2015 «Souvenirs» з працями Йоганнеса Брамса, Едіт Піаф, Т.Мельник, Vienna Music Records